# George Ramsay, 9.º Conde de Dalhousie
General George Ramsay, 9.º Conde de Dalhousie GCB (23 de outubro de 1770-21 de março de 1838), denominado Lord Ramsay até 1787, foi um militar escocês e administrador colonial. Ele foi governador da Nova Escócia entre 1816 e 1820, Governador-geral da América do Norte Britânica entre 1820 e 1828 e, posteriormente, comandante em chefe na Índia Britânica.

## Biografia
Ele nasceu em Dalhousie Castle, filho de George Ramsay, 8.º Conde de Dalhousie e sua esposa, Elizabeth Glen. Ele estudou no Royal High School of Edinburgh e na Universidade de Edimburgo.
Após a morte de seu pai, em 1788, ele entrou para o exército britânico, com a patente de corneta do 3.º Regimento de Dragões. Ele se juntou ao 2.º Batalhão do 1.º Regimento de Infantaria (1791), e ganhou o posto de major do 2.º Regimento de Infantaria (1792).
Ele viajou para Martinica e tornou-se tenente-coronel em agosto de 1794. Ele foi gravemente ferido em 1795 e voltou para a Inglaterra. Em 1800 ele foi promovido ao posto de coronel e lutou nas fases posteriores do campanha do Egito com Ralph Abercromby. Em 1803, ele alcançou o posto de general de brigada, e foi nomeado o major-general em abril de 1805.
Durante os estágios mais avançados da Guerra Peninsular, ele comandou a 7.º Divisão sob o Duque de Wellington. Wellington foi às vezes crítico do seu desempenho, bem como durante a retirada de Burgos, devido à sua chegada tardia à Batalha de Vitória, e pela sua desinformação sobre as intenções dos franceses pouco antes da Batalha de Roncesvalles.
Ele foi nomeado tenente-general e coronel do 13.º Regimento de Infantaria em 1813. 
Em 1815, ele foi criado 'Barão Dalhousie' que lhe permitiu tomar assento na Câmara dos Lordes.

## Casamento e descendência
Casou-se em 14 de maio de 1805 com Christina Broun, filha de Charles e Christiana Broun McDowall. Eles tiveram três filhos:
- Lord George Ramsay (3 de agosto de 1806-25 de outubro de 1832);
- Charles Ramsay (20 de outubro de 1807-8 de julho de 1817);
- James Broun-Ramsay, 1.º Marquês de Dalhousie (22 de abril de 1812-22 de dezembro de 1860).